# DigitalMe
DigitalMe is een identiteitselector die is ontwikkeld binnen het Bandit Project van het Higgins project.
DigitalMe levert een identiteitenselector voor verschillende platformen. De eerste versie werd opgeleverd voor Apples Mac OS. Daarna werd een versie ontwikkeld voor Linux, waarbij in eerste instantie OpenSUSE werd ondersteund. Inmiddels bestaan er ook versies voor de Ubuntu, Fedora en CentOS Linuxdistributies.
Bij installatie van DigitalMe worden twee onderdelen geïnstalleerd. Naast de DigitalMe identiteitenselector wordt ook de Bandit Identity Provider meegeleverd. Hierdoor kan iemand op een systeem waarop DigitalMe is geïnstalleerd ook digitale identiteiten in de vorm van Infocard beheren. Met de combinatie van de Identity Selector en de Identity provider kunnen self issued infocards worden gecreëerd en managed cards van externe identity providers worden geïnstalleerd. De gebruiker kan vervolgens deze infocards gebruiken voor het aanmelden op websites.
De component die door het project ook werd opgeleverd is een add-on voor de Mozilla Firefox browser, waarmee automatisch de Identity Selector wordt opgeroepen als een gebruiker op een website op het Infocard symbool klikt om zich aan te melden.
Op Windows computers is DigitalMe niet nodig, omdat Windows CardSpace dezelfde functionaliteit heeft als DigitalMe.

## Trivia
Het logo van het project is een hondje. Het subproject dat verantwoordelijk is voor de IdentityProvider heet Woof, woef. Het subproject dat de relying party software oplevert heet Wag, kwispel.